# Stella A. Ahlers
Stella Agnes Ahlers (* 24. Januar 1965 in Düsseldorf) ist eine deutsche Unternehmerin und war Vorstandsvorsitzende der Ahlers AG, einem großen Herrenbekleidungsunternehmen mit Sitz in Herford. Sie gehört damit zu den wenigen Frauen in Deutschland, die ein börsenorientiertes Unternehmen leiteten.

## Leben
Stella Agnes Ahlers ist die einzige Tochter von Jan A. Ahlers, dem Sohn des Textilunternehmers  Adolf Ahlers, der die gleichnamige Firma gründete. Ein weiterer Sohn von Adolf Ahlers ist Dirk Ahlers, der Onkel von Stella Ahlers.
Ahlers wuchs in Herford auf und besuchte das dortige Friedrichs-Gymnasium, an dem sie das Abitur ablegte. 1984 studierte die Katholikin zum Missfallen ihres Vaters nicht Mode, Wirtschaft oder Bekleidungstechnik, sondern katholische Theologie und Jura in Paderborn und Bonn. Am Lehrstuhl für Kirchenrecht und Staatskirchenrecht der Universität Luzern promovierte sie von 1998 bis 2004. Das Thema: „Gleichstellung der Frau im Staat und Kirche – ein problematisches Spannungsverhältnis“. Lediglich in den Semesterferien widmete sie sich der Wirtschaft.
Ahlers spricht Englisch und Italienisch fließend, Französisch „ganz gut“, und Russisch und Spanisch „ein wenig“.

## Unternehmerin
1996 stieg Stella Ahlers in den Modekonzern ihres Vaters ein, der die Firma seit 1968 leitete. Am 12. Juli 2006 rückte sie als neue Vorstandschefin an die Spitze der Ahlers AG. Wenige Monate nach Amtsantritt verkaufte sie Ende Mai den Hemdenhersteller Eterna für 120 Millionen Euro an den Finanzinvestor Alpha. Die Begründung: Die Hemdenmarke Eterna zum Komplettanbieter auszubauen sei zu aufwendig. Bei den Marken Otto Kern, Pierre Cardin, Jupiter und Gin Tonic sah sie mehr Potenzial. Deren Produktpalette wollte sie erweitern, um Männer und bei Gin Tonic auch Frauen von Kopf bis Fuß einzukleiden. Einen Teil des aus dem Eterna-Verkauf erzielten Geldes investierte sie in die Luxuslinie Baldessarini, denn ihr Ziel war es, die Ahlers-Gruppe zu einem internationalen Lifestylemarken-Konzern auszubauen. Im Jahr 2015 gab sie die Marke Gin Tonic und 2018 die Marke Jupiter auf, so dass sich die Firma Ahlers nur noch auf wenige Marken konzentrieren konnte.
Das Unternehmen Ahlers musste im Jahr 2023 Insolvenz anmelden und wurde größtenteils von der Röther-Gruppe übernommen.

## Kunst
Privat gibt Stella Ahlers ungern viel von sich preis. Bekannt ist, dass sie sich sehr für Kunst interessiert und beispielsweise Werke russischer Künstler sammelt.
1995 gründeten sie mit ihrem Vater in Herford die Stiftung Ahlers Pro Arte. Sitz der Stiftung war von 1995 bis 2016 Hannover. Im Jahr 2005 zog die Stiftung in das Warmbüchenviertel in Hannover. In diesem historischen Gebäude war von 1948 bis 1997 die Kestnergesellschaft ansässig. Im Herbst 2016 zog die Stiftung in ein eigenes Haus in der Nähe des Firmengeländes in Herford-Elverdissen.
Stiftungsauftrag ist insbesondere die Dokumentation und wissenschaftliche Erschließung des Einflusses, den die Kunst des deutschen Expressionismus auf die weitere Entwicklung der Kunst des 20. Jahrhunderts im In- und Ausland genommen hat. 
Zusätzlich zu den eigenen Ausstellungsaktivitäten sollen Werke der Sammlung durch Leihgaben an Ausstellungshäuser, darunter das Sprengel Museum Hannover, öffentlich präsent sein. Stella Ahlers sagte im April 2016, über den Kooperationsvertrag mit dem Sprengelmuseum bleibe die Stiftung Hannover weiterhin verbunden.